# Amt Mecklenburgische Schweiz
Amt Mecklenburgische Schweiz – niemiecki związek gmin leżący w kraju związkowym Meklemburgia-Pomorze Przednie, w powiecie Rostock. Siedziba związku znajduje się w mieście Teterow.
W skład związku wchodzi 15 gmin wiejskich (Gemeinde):
1. Alt Sührkow
2. Dahmen
3. Dalkendorf
4. Groß Roge
5. Groß Wokern
6. Groß Wüstenfelde
7. Hohen Demzin
8. Jördenstorf
9. Lelkendorf
10. Prebberede
11. Schorssow
12. Schwasdorf
13. Sukow-Levitzow
14. Thürkow
15. Warnkenhagen